# 水石

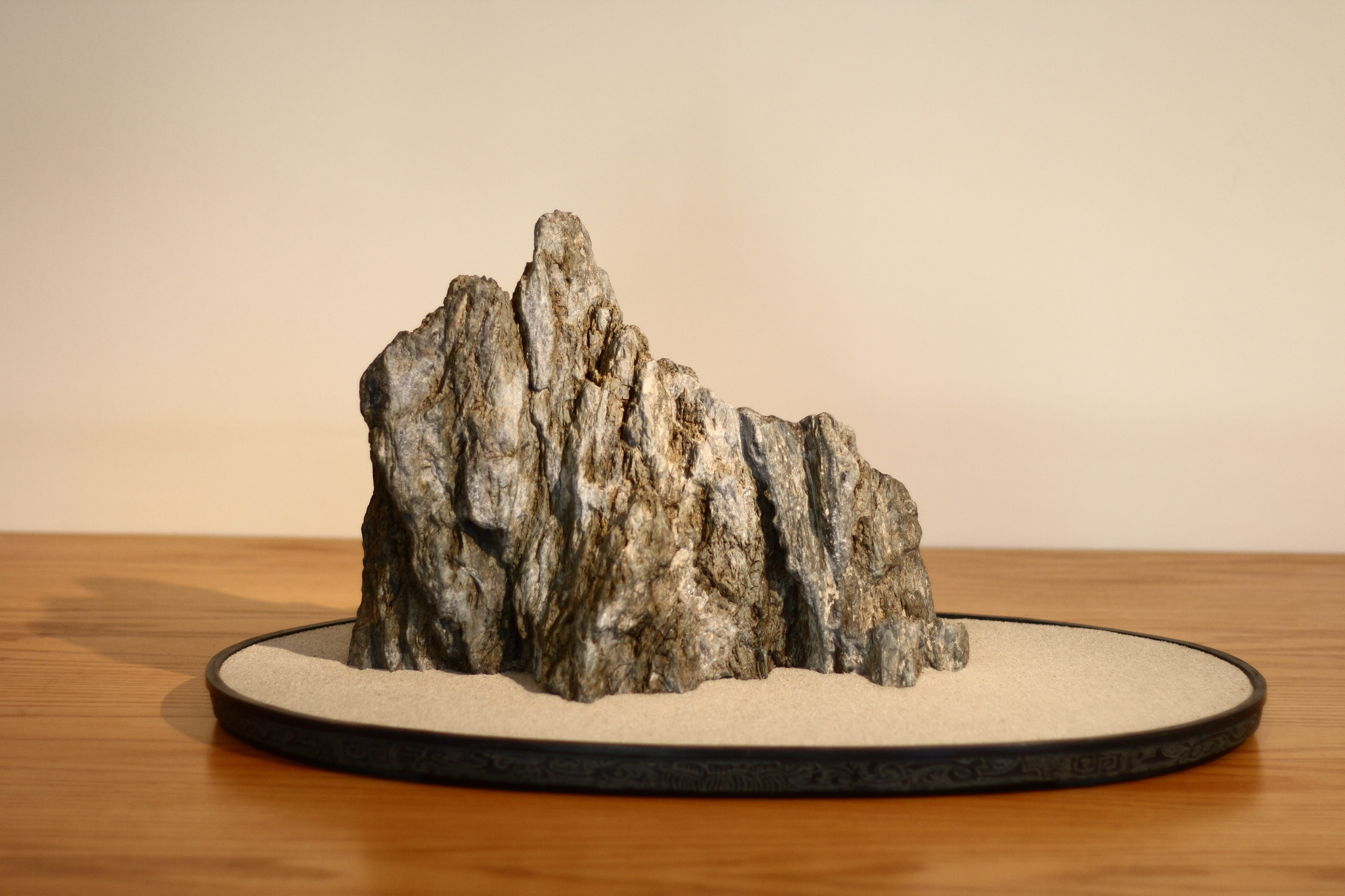
山形石

水石（すいせき）は、室内で石を鑑賞する日本の文化、趣味である。自然石を台座、または水盤に砂をしいて配置して鑑賞する。
水石という呼称には、水盤に入れた石に水をふりかけると色が濃くなり、美しく見えるからであるという説と、古来、日本の公家社会・武家社会の茶席などで、床の間を飾る置物として、山水景を感じとれる石として重用された「山水石」もしくは「山水景石」が省略されたものであるという説がある。明治以前の鑑賞石はそのほとんどが山水石であったとされる。

## 概要
中国の南宋時代から始まった愛石趣味が日本に伝わったことに始まる。後醍醐天皇の愛石で中国から伝来した『夢の浮橋』が徳川美術館に収蔵されている。盆の中に山水景観を表現する盆石、盆景の中に自然石を置くことや、奇石の収集・鑑賞趣味として現在に伝わっている。
有名な愛石家に江戸時代の頼山陽、明治時代の岩崎弥之助がいる。1961年に日本水石協会が設立され、第1回展覧会が三越で開催された。
鑑賞される石は例えば、山景や海上の岩の姿を見立て連想できる、山形石、遠山石、岩潟石、滝石など（後述）や、菊花石や虎石などの模様の珍しい紋石や、形の面白い姿石、色彩の美しい石などである。日本における名石の産地には石狩川（神居古潭）、加茂川(京都府、鴨川上流)、瀬田川、揖斐川、佐治川、などがある。
日本では石質が固く黒いものが珍重されるため激流の川に良い石が多いとされる。中でも最上級の水石は石狩川（神居古潭渓流）ないし瀬田川と言われているが、どちらも現在は良質な石は枯渇しており大きな石の採取は望めない。

## 呼称
山水石は多くの形（型）に分類されて扱われる。以下にその例を挙げる。
- 山形石 / 遠山石 / 島形石：山々を連想させる形状の石
- 滝石：滝を連想させる部分を持つ石
- 溜まり / 水溜まり：凹んだ部分を持ち、池のように水を溜めることができる石
- 茅舎：田舎の一軒家（茅葺き）を連想させる形状の石
- 土坡石：全体に平坦で、一部に山を思わせる隆起を持つ石
- 段石：全体に平坦で、部分的に台地状の平坦部を持つ石
- 被り石 / 雨宿り：上部がせり出している石
- 抽象石：純粋に形や色が面白い石
- 絵画石：石を切断した断面が絵画のような文様になっている石

## 有名な水石
- 夢の浮橋：中国より禅僧が持ち帰る、足利将軍家、後醍醐天皇、豊臣秀吉、徳川家康、尾州徳川家、徳川美術館蔵
- 末の松山：中国鎮江の金山寺、相阿弥、足利義政、織田信長、西本願寺蔵
- 黒髪山：松平定信　旧蔵
- 大和郡山：頼山陽　旧蔵
- 観世音立像：頼山陽　旧蔵
- 鎌倉：仙台伊達家　旧蔵
- 蓬莱山：加賀前田家　旧蔵
- 瑞雲：紀州徳川家　旧蔵
- 重山：小堀遠州が茶室に飾る石としては最高だと添え状で絶賛した石
- 初雁：小堀遠州　紀州徳川家　旧蔵
- 本願霊石：親鸞上人　旧蔵
- 七十二峰：目良碧斎　旧蔵
- 岩崎家の番号石：岩崎弥太郎、弥之助などが集めた岩崎家旧蔵の一群の石。裏に漆で番号が振ってあることに因んでいる。

## 例

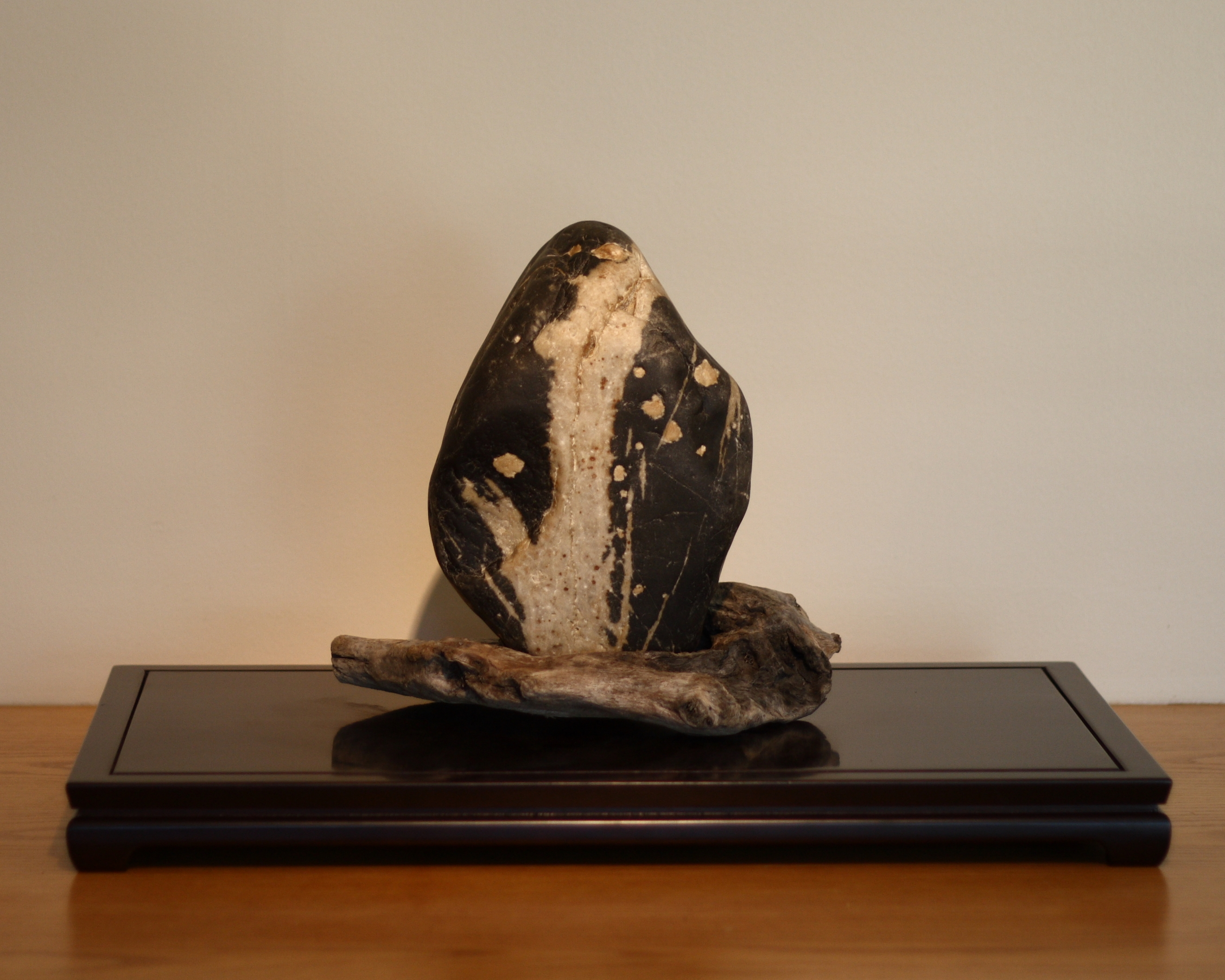
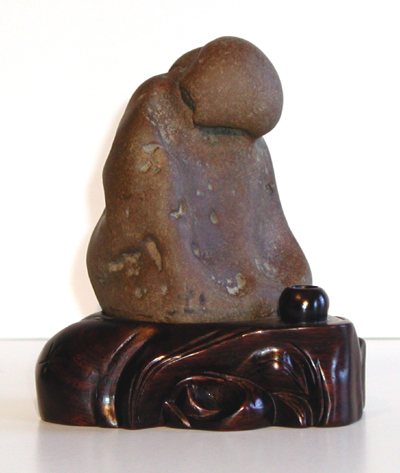
姿石（人形に見えるものをいう）
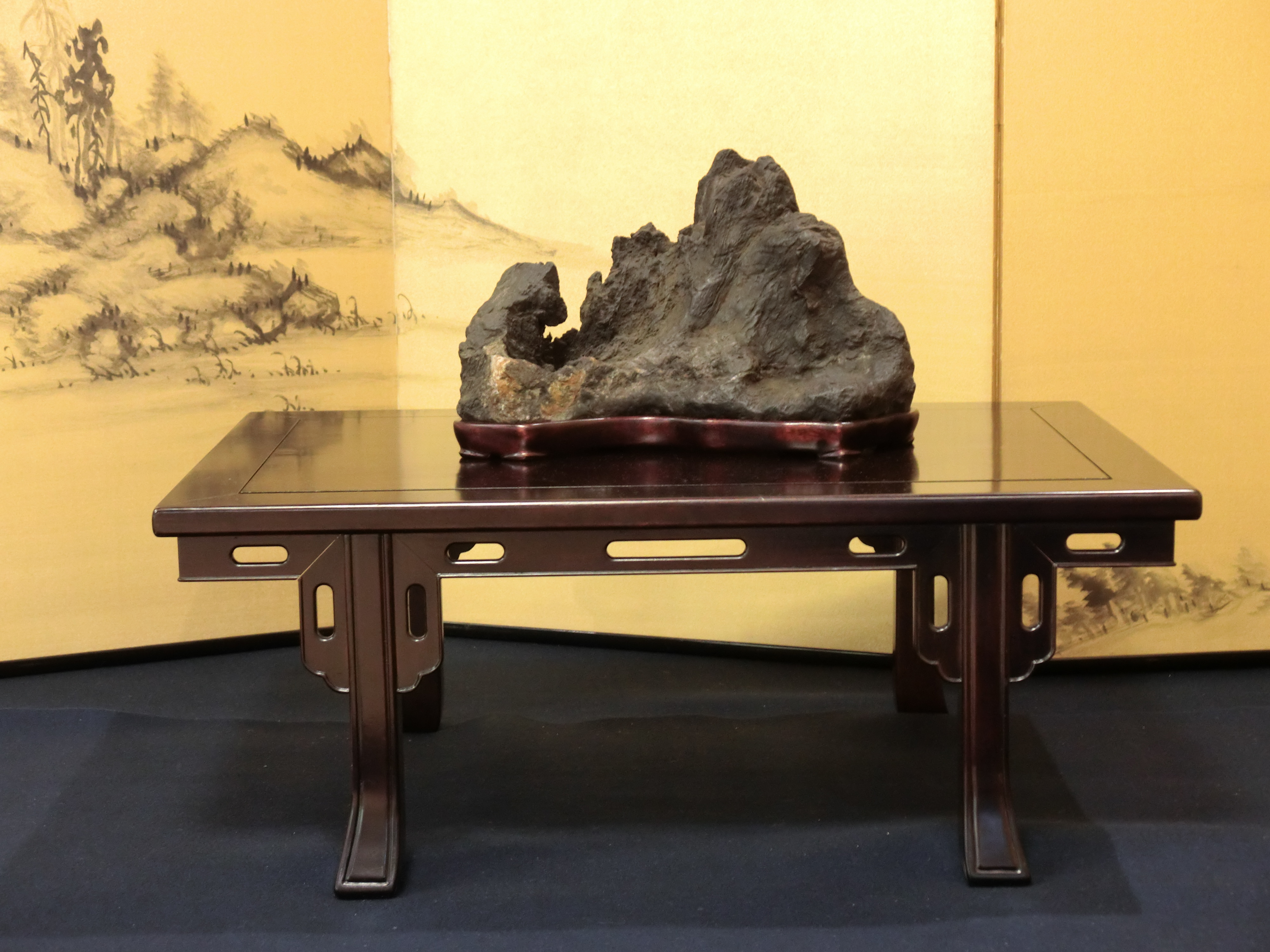
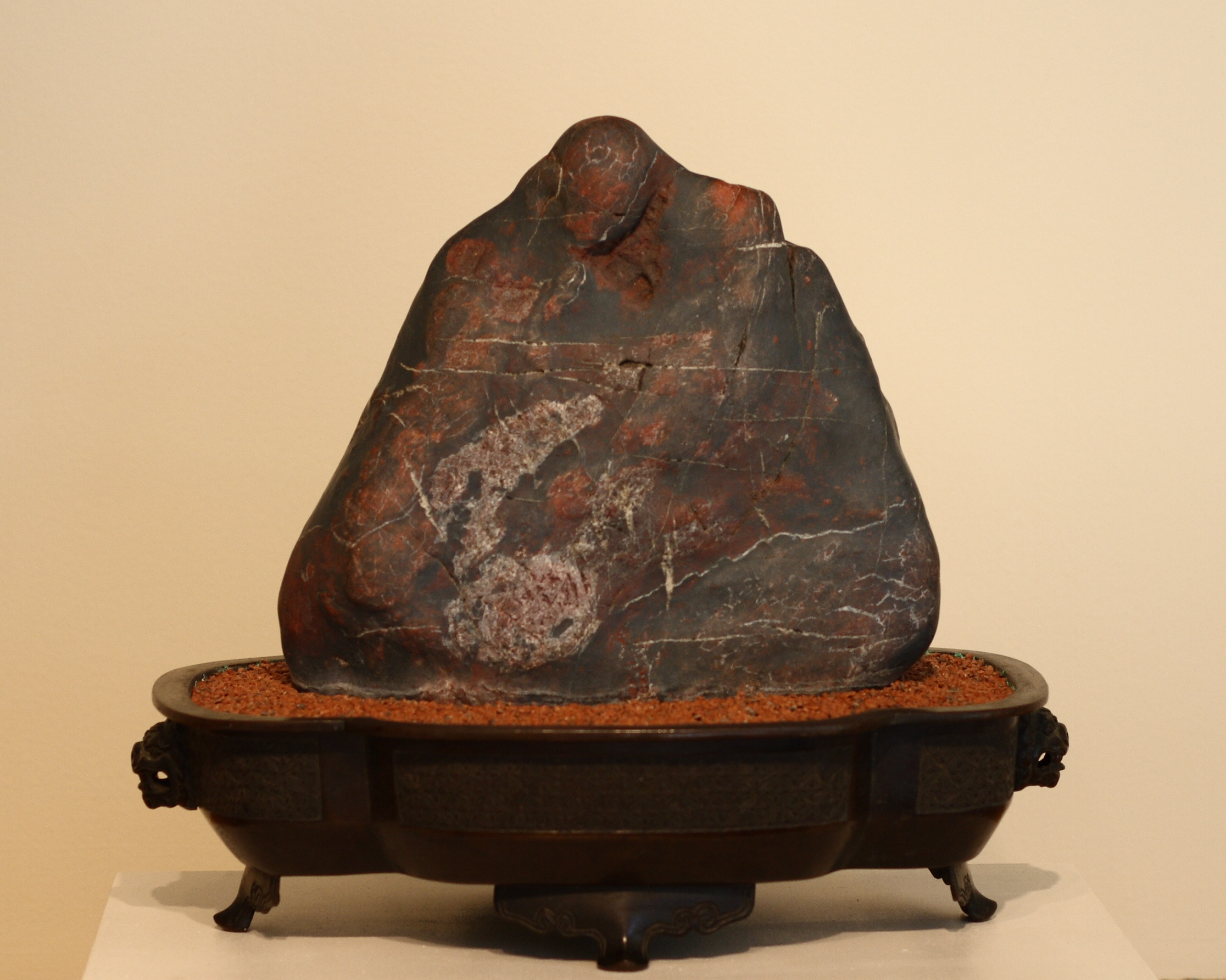
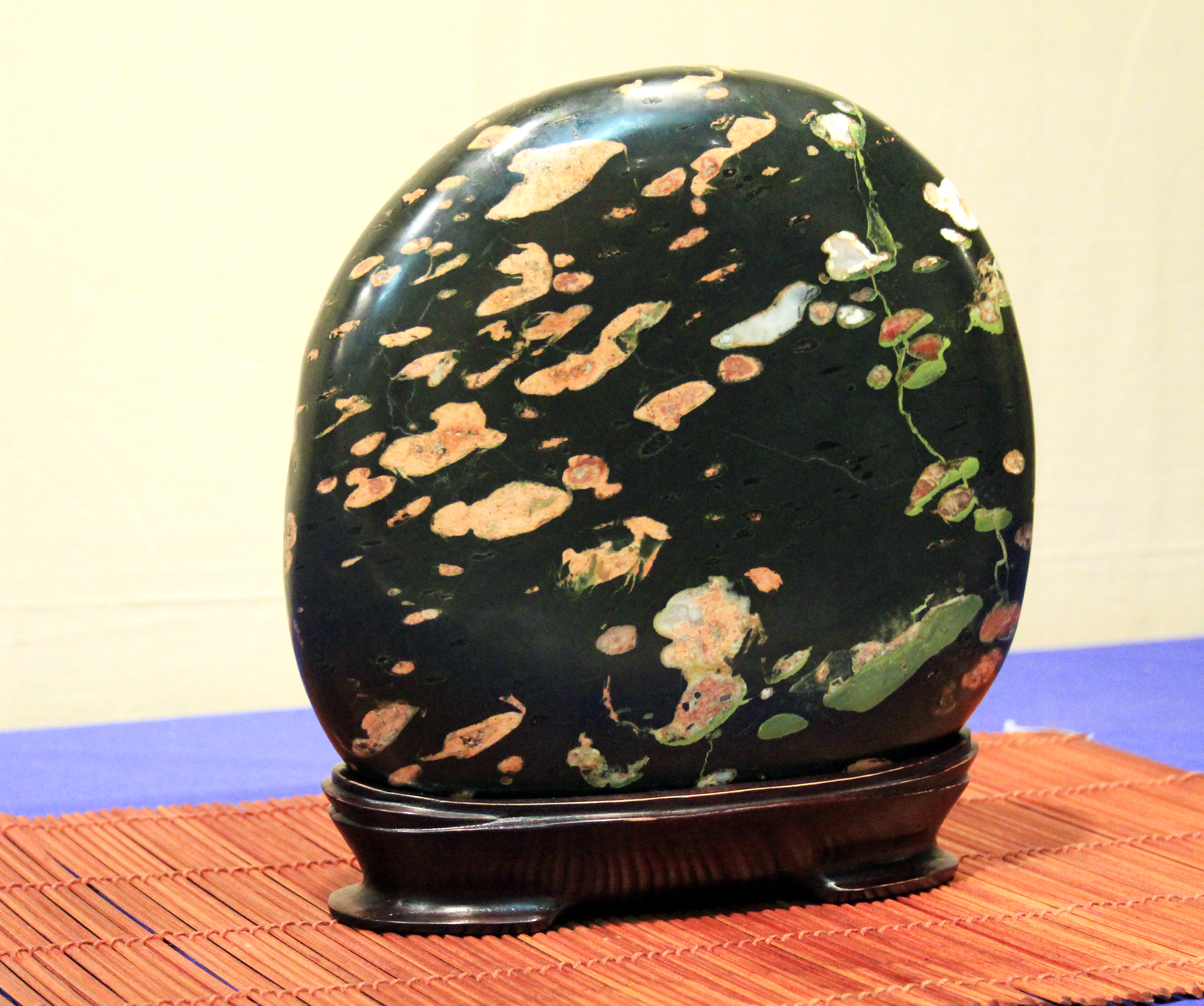
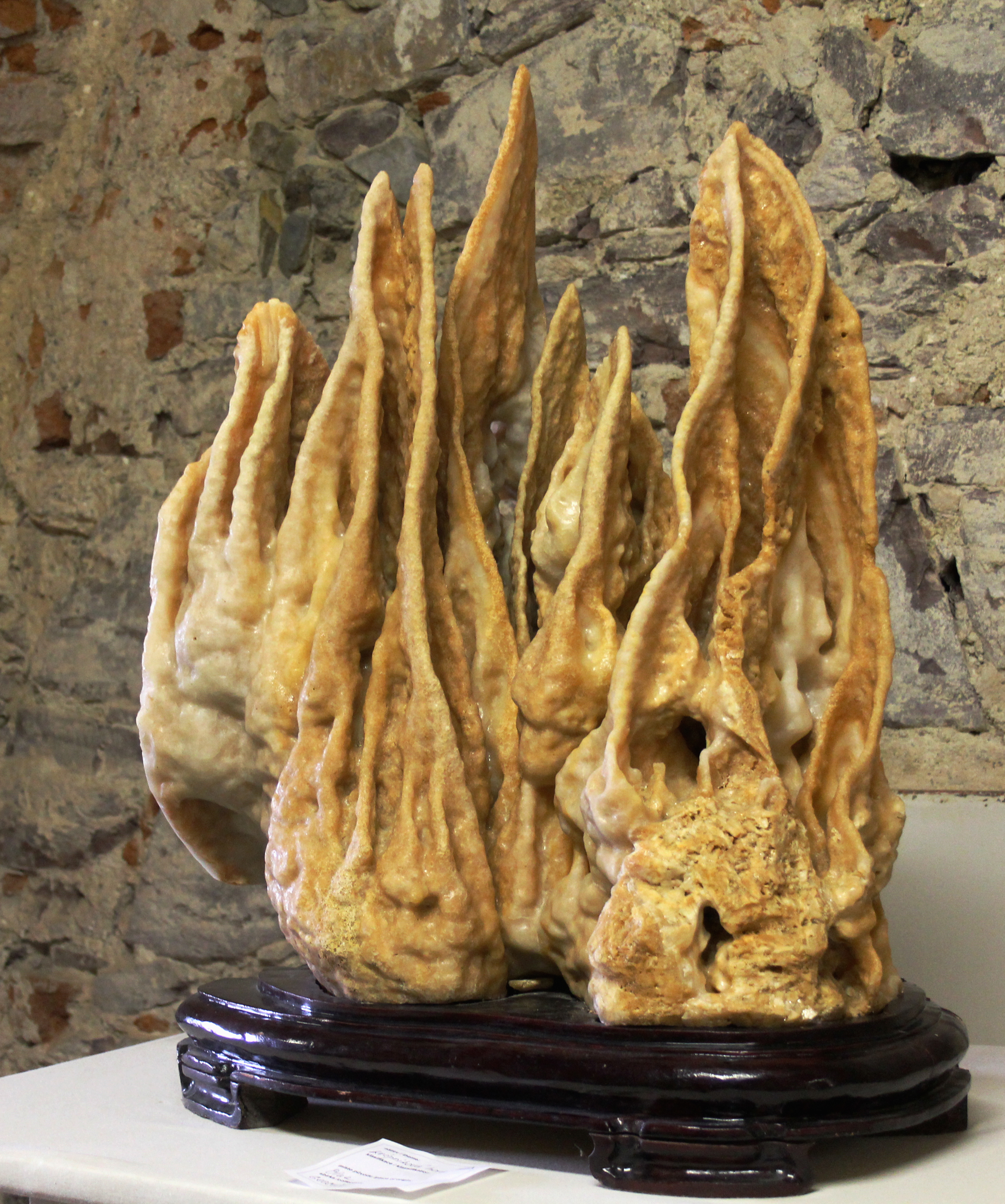